# Ryan Perrilloux
Ryan Anthony Perrilloux (1 de enero de 1987 en Laplace, Luisiana) es un jugador profesional de Fútbol americano, ocupa la posición de quarterback, juega para New York Giants de la National Football League. El firmó para Hartford Colonials de la United Football League como agente libre en 2010. Jugó en la universidad de Jacksonville State.
Previamente había jugado fútbol colegial para LSU Tigers, pero fue separado por una violación a la reglas del equipo.

## Estadísticas en UFL
| Temporada | Equipo | CMP | ATT | YDS | TD | INT | PCT   | Rating |
| --------- | ------ | --- | --- | --- | -- | --- | ----- | ------ |
| 2010      | HFC    | 33  | 69  | 394 | 2  | 0   | 47.8% | 75.4   |